# Charlie Tanfield
Charlie Tanfield (Great Ayton, 17 de novembro de 1996) é um desportista britânico que compete no ciclismo nas modalidades de pista, especialista na prova de perseguição por equipas, e rota. O seu irmão Harry também é ciclista profissional.
Ganhou duas medalhas no Campeonato Mundial de Ciclismo em Pista, ouro em 2018 e prata em 2019, e duas medalhas de bronze no Campeonato Europeu de Ciclismo em Pista, nos anos 2018 e 2019.

## Medalheiro internacional
| Campeonato Mundial | Campeonato Mundial         | Campeonato Mundial | Campeonato Mundial      |
| Ano                | Lugar                      | Medalha            | Competição              |
| ------------------ | -------------------------- | ------------------ | ----------------------- |
| 2018               | Apeldoorn ( Países Baixos) | Medalha de ouro    | Perseguição por equipas |
| 2019               | Pruszków ( Polónia)        | Medalha de prata   | Perseguição por equipas |
| Campeonato Europeu |                            |                    |                         |
| Ano                | Lugar                      | Medalha            | Competição              |
| 2018               | Glasgow ( Reino Unido)     | Medalha de bronze  | Perseguição por equipas |
| 2019               | Apeldoorn ( Países Baixos) | Medalha de bronze  | Perseguição por equipas |

## Palmarés

### Pista
2017
- Campeonato Nacional de Perseguição por Equipas (com Jonathan Wale, Jacob Tipper e Daniel Bigham)

2018
- Campeonato Mundial Perseguição por Equipas (fazendo equipa com Ed Clancy, Kian Emadi e Ethan Hayter)
- Copa do Mundo de Minsk (Bielorrússia) em Perseguição Individual
- Copa do Mundo de Minsk (Bielorrússia) em Perseguição por equipas (com Jonathan Wale, Daniel Bigham e Harry Tanfield)
- Campeonato Nacional de Perseguição Individual

2019
- Campeonato Nacional de Perseguição por Equipas (com John Archibald, Daniel Bigham e Jonathan Wale)